# Steinleweg 26 (Kirnberg)

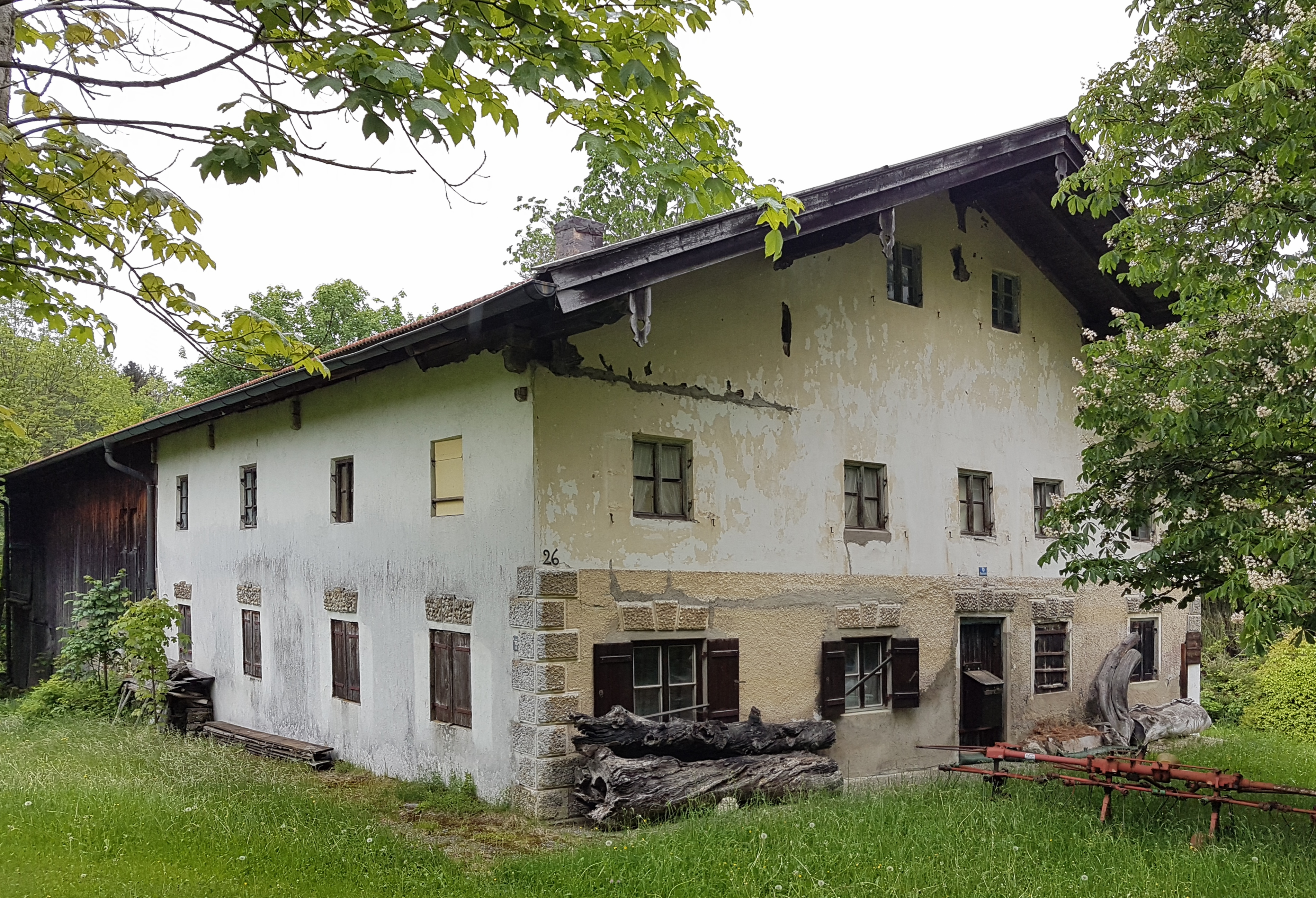
Steinleweg 26 in Kirnberg

Das ehemalige Bauernhaus des Steinlehofs, Steinleweg 26, im Böbinger Gemeindeteil Kirnberg (frühere Bezeichnung Hinterkirnberg  bzw. Unterkirnberg, Landkreis Weilheim-Schongau) ist stark sanierungsbedürftig und von kunsthistorischer Bedeutung. In diesem Gebäude wurde um 1580 der bedeutende süddeutsche Bildhauer Bartholomäus Steinle geboren, einer der Hauptvertreter der frühbarocken „Weilheimer Bildhauerschule“.
Neben dem Steinlehof befindet sich die 1978 geweihte Steinlekapelle. Sie beherbergt die historische Ausstattung des Vorgängerbaus, unter anderem ein Kruzifix (1608) von Bartholomäus Steinle.
Diese Kapelle ersetzt die um 1813 erbaute oder 1844 geweihte Kapelle St. Georg, die gegen Ende der 1960er Jahre wegen Baufälligkeit abgetragen und im Freilichtmuseum Glentleiten wiederaufgebaut wurde. Die elf Gehöfte des Weilers Kirnberg hatten sich für ihren Bau zur Kirnberger Kapellengemeinschaft zusammengeschlossen und sich mit diesem Blockbau mit Dachreiter einen gemeinschaftlich getragenen privaten Andachtsraum geschaffen. Zusätzlich diente die Kapelle auch Pilgern auf dem Weg von der Klosterkirche Andechs zur Wieskirche als Zwischenstation zur geistlichen Einkehr.